# Wildvogelreservat Nordkehdingen
Das Wildvogelreservat Nordkehdingen ist ein Naturschutzgebiet in der niedersächsischen Gemeinde Balje in der Samtgemeinde Nordkehdingen im Landkreis Stade.

## Allgemeines
Das Naturschutzgebiet mit dem Kennzeichen NSG LÜ 117 ist 514 Hektar groß. Es ist vollständig Bestandteil des EU-Vogelschutzgebietes „Unterelbe“. Im Norden und Westen grenzt es an das im Dezember 2018 ausgewiesene Naturschutzgebiet „Elbe und Inseln“ und ist ansonsten größtenteils vom Landschaftsschutzgebiet „Kehdinger Marsch“ umgeben. Auf der anderen Seite der Oste schließen sich die Naturschutzgebiete „Ostesee“ und „Hadelner und Belumer Außendeich“ an. Ein kleiner Teil im Westen des Naturschutzgebietes „Wildvogelreservat Nordkehdingen“ ging im neu ausgewiesenen Naturschutzgebiet „Elbe und Inseln“ auf. Zuvor war das Naturschutzgebiet 540 Hektar groß. Das Gebiet steht seit dem 16. Mai 1985 unter Naturschutz. Zuständige untere Naturschutzbehörde ist der Landkreis Stade.

## Beschreibung
Das aus drei Teilbereichen bestehende Gebiet liegt südlich der Elbe im Baljer und Hörner Außendeich hinter dem Elbedeich in etwa nördlich von Balje bis zum Ostesperrwerk. Es stellt ein großräumiges Wiesen- und Weidengebiet unter Schutz, das als Rast- und Nahrungsgebiet für Wat- und Wasservögel sowie als Brutgebiet für Wiesenvögel dient. Die Grünlandflächen sind von zahlreichen Gräben durchzogen, die mit dem Nördlichen Sielgraben verbunden sind. Durch den Nördlichen Sielgraben, der über ein Siel mit der Oste verbunden ist, kann der Wasserhaushalt der Flächen geregelt werden.